# Ekiti
Ekiti is een Nigeriaanse staat. De hoofdstad is Ado-Ekiti, de staat heeft 2.823.403 inwoners (2007) en een oppervlakte van 6353 km².

## Lokale bestuurseenheden
Er zijn zestien lokale bestuurseenheden (Local Government Areas of LGA's). Elk LGA wordt bestuurd door een gekozen raad met aan het hoofd een democratisch gekozen voorzitter.
De lokale bestuurseenheden zijn:
| - Ado-Ekiti - Efon - Ekiti-East - Ekiti-South-West - Ekiti-West - Emure - Gbonyin - Ido-Osi |  | - Ijero - Ikere - Ikole - Ilejemeje - Irepodun/Ifelodun - Ise/Orun - Moba - Oye |

Abia · Adamawa · Akwa Ibom · Anambra · Bauchi · Bayelsa · Benue · Borno · Cross River · Delta · Ebonyi · Edo · Ekiti · Enugu · Gombe · Imo · Jigawa · Kaduna · Kano · Katsina · Kebbi · Kogi · Kwara · Lagos · Nassarawa · Niger · Ogun · Ondo · Osun · Oyo · Plateau · Rivers · Sokoto · Taraba · Yobe · Zamfara
Federaal district: Federal Capital Territory